# Jocurile Olimpice de vară din 1912
A V-a ediție a Jocurilor Olimpice s-a desfășurat la Stockholm, Suedia în perioada 5 mai - 27 iulie 1912.

## Organizare
- Au participat 28 de țări și 2.407 de sportivi care s-au întrecut în 102 de probe din 14 sporturi.
- Ceremonia a fost deschisă de regele Gustav al V-lea.
- A fost pentru ultima oară când medaliile de aur acordate au fost din aur masiv; medaliile moderne sunt de obicei din argint acoperit cu aur.

## Evenimente marcante
- Alergătorul portughez Francisco Lázaro a murit în timpul maratonului.
- Cel mai în vârstă campion a fost Oscar Swahn, care, la 64 de ani și 258 de zile, a făcut parte din echipa de tir a Suediei, medaliată cu aur la cerb alergător.

## Sporturi olimpice
| - Atletism - Baseball (demonstrativ) - Canotaj - Ciclism - Echitație | - Fotbal - Gimnastică - Glima (demonstrativ) - Lupte - Lupte cu odgonul | - Natație - Navigație - Pentatlon modern - Polo pe apă - Sărituri în apă | - Scrimă - Tenis de câmp - Tir |

## Clasamentul pe medalii
Legendă
      Țara gazdă
| Loc | Țară                 | Aur | Argint | Bronz | Total |
| --- | -------------------- | --- | ------ | ----- | ----- |
| 1   | Statele Unite        | 25  | 19     | 19    | 63    |
| 2   | Suedia (SWE)         | 24  | 24     | 17    | 65    |
| 3   | Marea Britanie (GBR) | 10  | 15     | 16    | 41    |
| 4   | Finlanda             | 9   | 8      | 9     | 26    |
| 5   | Franța (FRA)         | 7   | 4      | 3     | 14    |
| 6   | Germania             | 5   | 13     | 7     | 25    |
| 7   | Africa de Sud        | 4   | 2      | 0     | 6     |
| 8   | Norvegia (NOR)       | 4   | 1      | 4     | 9     |
| 9   | Canada               | 3   | 2      | 3     | 8     |
| 9   | Ungaria              | 3   | 2      | 3     | 8     |

## România la JO 1912
România nu a participat.